# Jour de compassion pour les travailleurs
Le jour de compassion pour les travailleurs a lieu chaque année le 28 avril au Canada. Il commémore les travailleurs qui ont été tués, blessés ou atteints de maladie en raison des risques et d'incidents liés au travail.
La première journée de commémoration des travailleurs a eu lieu à Sudbury en 1984 et, en 1985, le Congrès canadien du travail fait du 28 avril une journée annuelle de souvenir.
En décembre 1990, le Parlement du Canada a adopté la Loi sur le jour de compassion pour les travailleurs et le 28 avril 1991 est le premier jour national de compassion pour les travailleurs. 
Depuis 2001, la date du 28 avril est reprise par l'Organisation internationale du travail pour la Journée mondiale de la sécurité et de la santé au travail.